# Дерекой-яйла

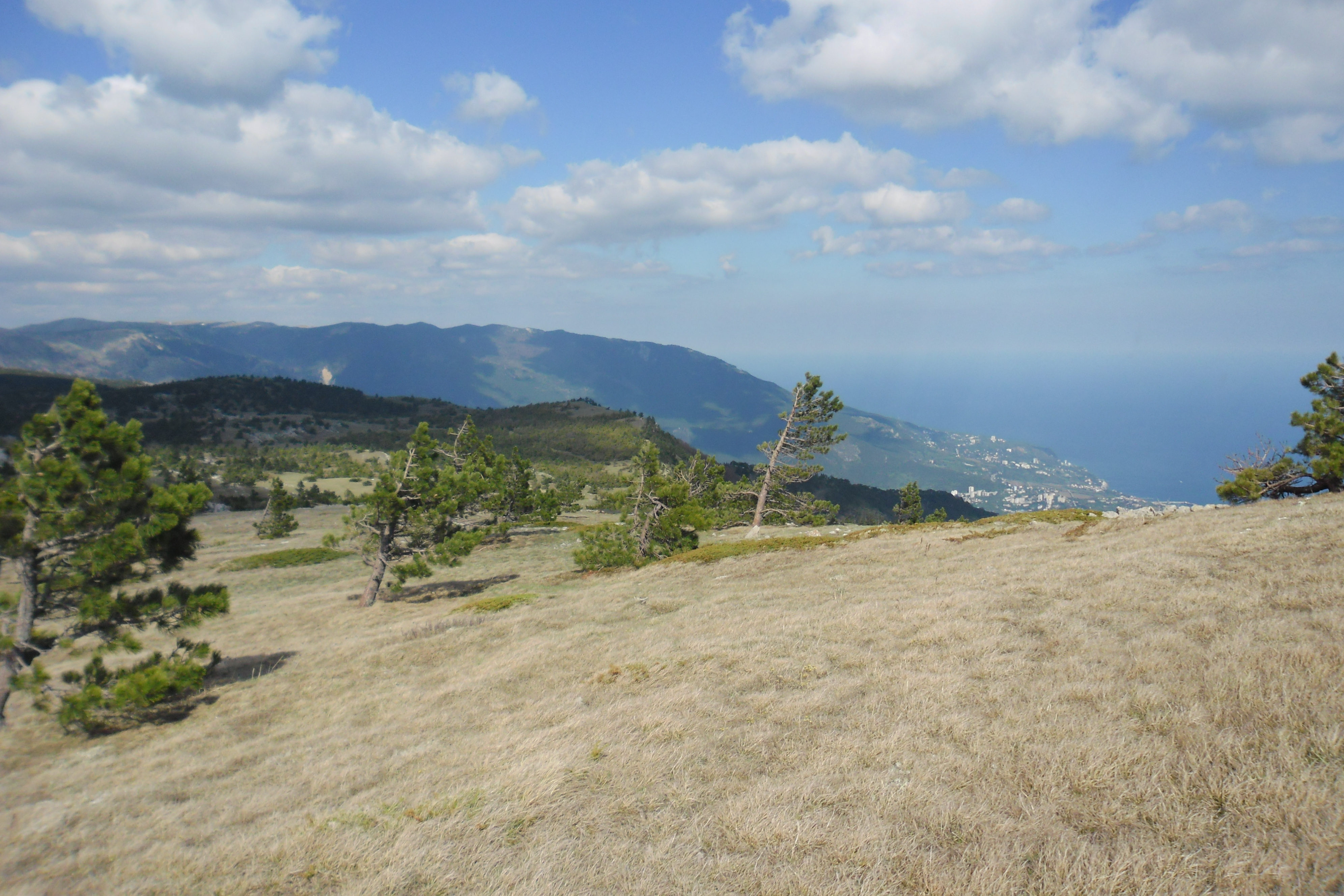
Дерекой-яйла. Район Іографа.

Дерекой-яйла — окрема ділянка Ялтинської яйли (Крим), власне її розширення.
На Дерекой-яйлу від Ялти веде стежка по гірському хребту Іограф.
Висоти Дерекой-яйли — до 1300 м.
Рослинність гірськолучна з рідким заростом сосни.

## Галерея

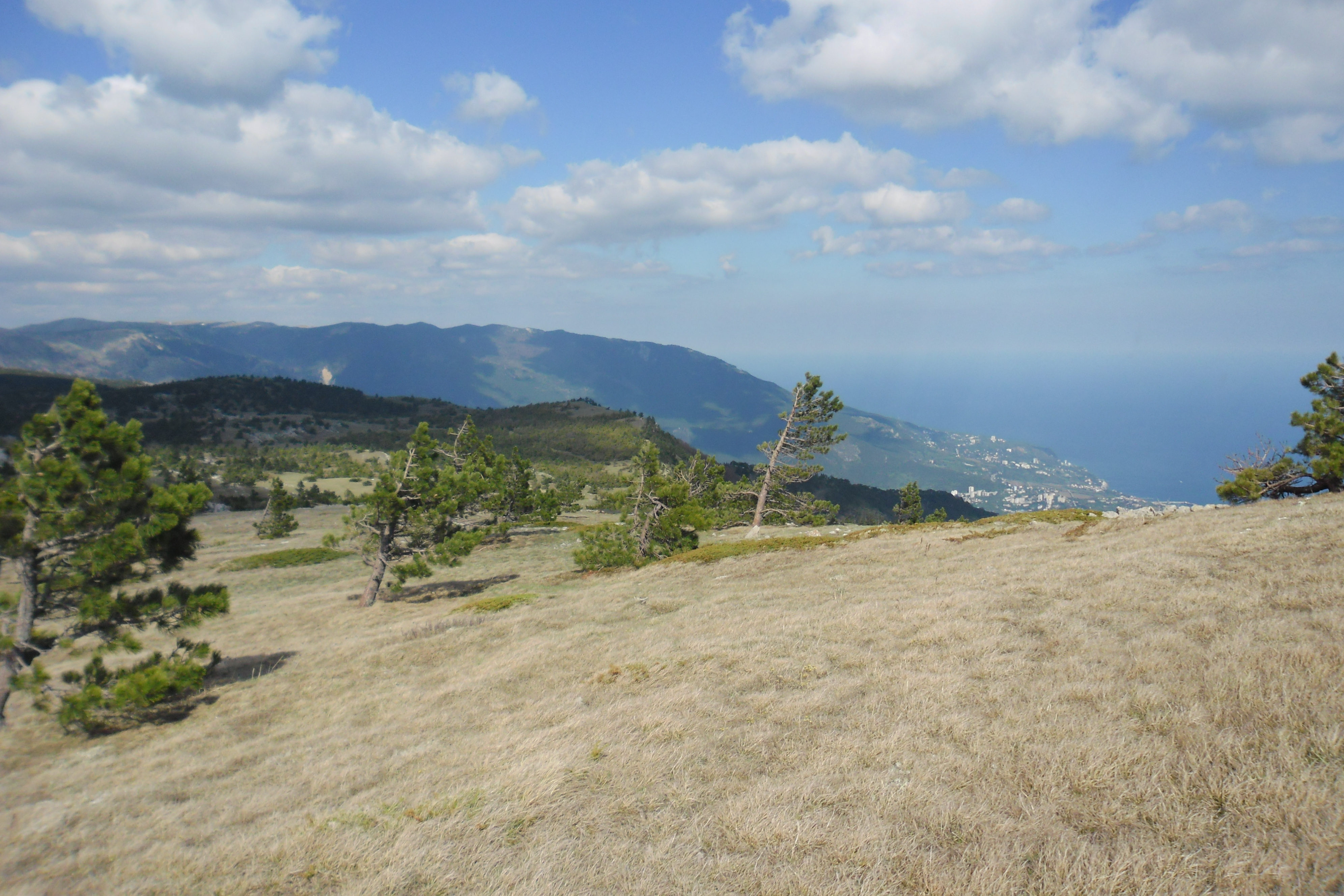
Весна 2015. Район Іографа. Панорама.
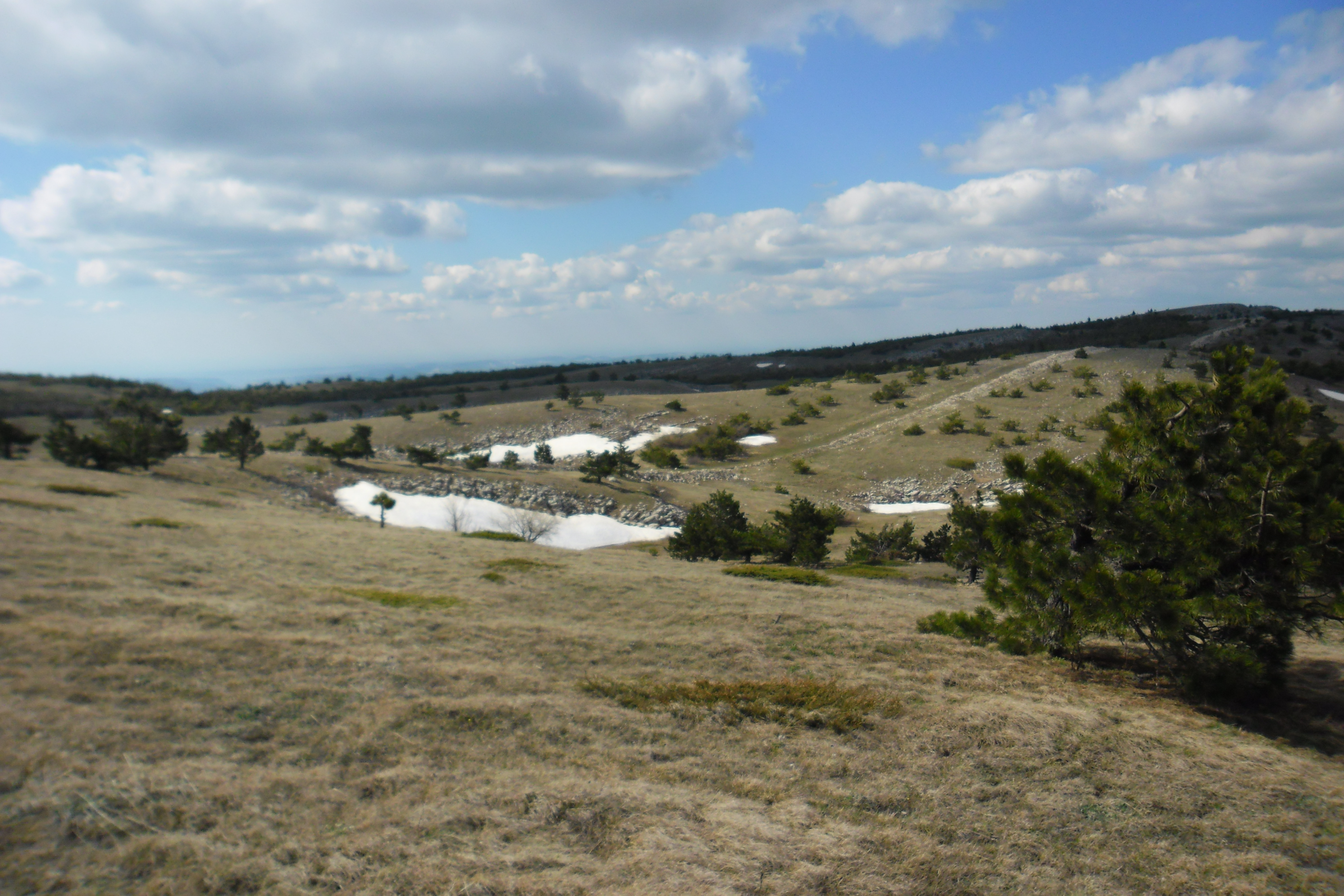
Весна 2015. Район Іографа. Сніжники.
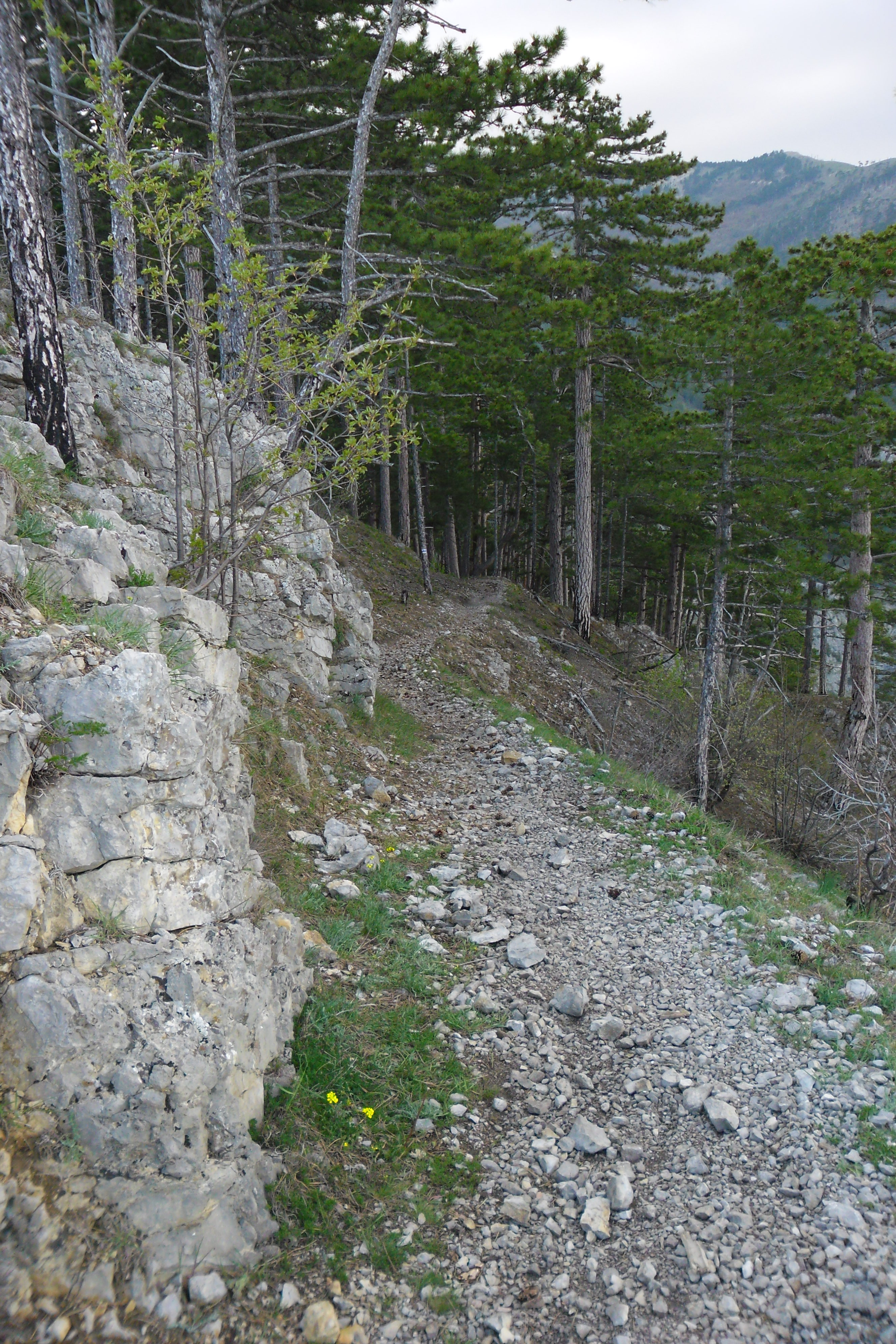
Стежка на Ялту.